# Clorchinaldolo
Il  clorchinaldolo è un principio attivo, un chinolinico. Viene utilizzato in unguenti e spesso in combinazione con lo zinco ossido, visto il suo ampio spettro batteriostatico si somministra in occasione di varie infezioni causate da dermatofiti, batteri Gram positivi e Candida albicans.

## Indicazioni
Viene utilizzato per il trattamento degli eczemi soprattutto quando le persone sono intolleranti allo iodio.